# Décorations militaires des campagnes britanniques
Les décorations et médailles pour les campagnes militaires du Royaume-Uni forment un système complexe par lequel les Britanniques sont récompensés pour leur courage, leur réussite ou leur service envers le royaume. On y distingue :
- Les Décorations militaires sont utilisés pour reconnaître des actions spécifiques.
- Les Médailles de campagnes sont utilisées pour reconnaître le courage, un long et/ou important service et/ou bonne conduite durant une période de l'histoire.

Il existe plus de 150 décorations et médailles militaires britanniques officielles, ce qui en fait le pays ou l'on a créé le plus de décorations au monde (suivent les États-Unis, la France, la Belgique)

## Décorations Militaires
| Ruban | Nom                                                                        | Rang / Lettres post-nominales | Année de création | Nombre d'attributions | Éligibilité          | Admission des étrangers | Distinctions associées                                                   |
| ----- | -------------------------------------------------------------------------- | ----------------------------- | ----------------- | --------------------- | -------------------- | ----------------------- | ------------------------------------------------------------------------ |
|       | Croix de Victoria The Victoria Cross                                       | VC (plus bars)                | 1856              | 1 356 recep.          | Militaires           | Oui                     |                                                                          |
|       | Croix de George George Cross                                               | GC (plus bars)                | 1940              | 403 recep.            | Civils               | Non                     |                                                                          |
|       | Ordre du Service distingué Distinguished Service Order                     | DSO (plus bars)               | 1886              | 16 244 recep.         | Militaires           | Oui                     |                                                                          |
|       | Ordre du service impérial Imperial Service Order                           | ISO (plus bars)               | 1902              | 4 287 recep.          | Civils               | Non                     |                                                                          |
|       | Médaille du service impérial (en) Imperial Service Medal                   | ISM (plus bars)               | 1902              | 257 500 recep.        | Civils               | Oui                     |                                                                          |
|       | Ordre du Mérite indien Indian Order of Merit                               | ISM (plus bars)               | 1837              | 4 536 recep.          | Civils et militaires | Oui                     |                                                                          |
|       | Croix pour courage exceptionnel Conspicuous Gallantry Cross                | CGC (plus bars)               | 1993              | 46 recep.             | Militaires           | Non                     |                                                                          |
|       | Croix rouge royale Royal Red Cross                                         | RRC (plus bars)               | 1883              |                       | Civils et militaires | Oui                     |                                                                          |
|       | Croix des services distingués Distinguished Service Cross                  | DSC (plus bars)               | 1901              | 2 083 recep.          | Militaires           | Oui                     | Distinguished Service Cross, Distinguished Flying Cross                  |
|       | Croix militaire Military Cross                                             | MC (plus bars)                | 1914              | 52 213 recep.         | Militaires           | Oui                     | Military Cross, Distinguished Flying Cross                               |
|       | Croix des services aériens distingués Distinguished Flying Cross           | DFC (plus bars)               | 1918              | 22 984 recep.         | Militaires           | Oui                     | Military Cross, Distinguished Service Cross                              |
|       | Croix de l'Armée de l'air Air Force Cross                                  | AFC (plus bars)               | 1918              | 3 857 recep.          | Militaires           | Oui                     |                                                                          |
|       | Médaille pour conduite distinguée Distinguished Conduct Medal              | DCM (plus bars)               | 1854              | 28 217 recep.         | Militaires           | Oui                     | Conspicuous Gallantry Medal                                              |
|       | Médaille pour conduite courageuse Conspicuous Gallantry Medal              | CGM (plus bars)               | 1855              | 351 recep.            | Militaires           | Oui                     | Distinguished Conduct Medal                                              |
|       | Médaille de George George Medal                                            | GM (plus bars)                | 1940              | 2 200 recep.          | Civils et militaires | Oui                     |                                                                          |
|       | Médaille de la Police (en) Queen's/King's Police Medal                     | KPM / QPM                     | 1907              | 4 040 recep.          | Civils               | Non                     | Queen's Fire Service Medal                                               |
|       | Médaille du service au feu (en) Queen's Fire Service Medal                 | QFSM                          | 1954              |                       | Civils               | Non                     | Queen's/King's Police Medal                                              |
|       | Queen's Volunteer Reserves Medal                                           | QVRM                          | 1999              |                       | Civils et militaires | Non                     |                                                                          |
|       | Distinguished Service Medal (Royaume-Uni) Médaille des Services Distingués | DSM (plus bars)               | 1914              | 11 200 recep.         | Civils et militaires | Non                     | Military Medal, Distinguished Flying Medal, Air Force Medal              |
|       | Médaille militaire Military Medal                                          | MM (plus bars)                | 1916              | 137 000 recep.        | Militaires           | Non                     | Distinguished Service Medal, Distinguished Flying Medal, Air Force Medal |
|       | Distinguished Flying Medal                                                 | DFM (plus bars)               | 1918              | 6 705 recep.          | Militaires           | Non                     | Distinguished Service Medal, Military Medal, Air Force Medal             |
|       | Médaille de l'Air Force (en) Air Force Medal                               | AFM (plus bars)               | 1918              | 470 recep.            | Militaires           | Non                     | Distinguished Service Medal, Distinguished Flying Medal, Military Medal  |
|       | Médaille de la police coloniale (en) Colonial Police Medal                 | CPM (plus bars)               | 1938              | 3 450 recep.          | Militaires           | Non                     |                                                                          |

## Médailles de Campagnes Militaires

### Campagnes duXIXesiècle
| Ruban | Nom                                                                                           | Année de création | Nombre d'attributions | Admission des étrangers | Distinctions associées |
| ----- | --------------------------------------------------------------------------------------------- | ----------------- | --------------------- | ----------------------- | ---------------------- |
|       | Croix d'Or de l'Armée (en) Army Gold Cross                                                    | 1813              | 165 recep.            | Non                     |                        |
|       | Médaille d'Or de la Marine Naval Gold Medal                                                   | 1795              | 139 recep.            | Non                     |                        |
|       | Médaille d'Or de l'Armée (en) Army Gold Medal                                                 | 1810              | 684 recep.            | Non                     |                        |
|       | Médaille générale du service naval Naval General Service Medal                                | 1847              | 20 933 recep.         | Non                     |                        |
|       | Médaille générale du service de l'armée (en) Military General Service Medal                   | 1810              | 25 650 recep.         | Non                     |                        |
|       | Médaille de Waterloo (en) Waterloo Medal                                                      | 1815              | 39 000 recep.         | Non                     |                        |
|       | Médaille de l'armée de l'Inde (en) Army of India Medal                                        | 1851              | 5 046 recep.          | Oui                     |                        |
|       | Médaille de Ghazni (en) Ghuznee Medal                                                         | 1839              |                       | Oui                     |                        |
|       | Médaille de Kandahar, Ghazni, Kaboul (en) Candahar, Ghuznee, Cabul Medal                      | 1842              |                       | Oui                     |                        |
|       | Médaille de Jellalabad (en) Jellalabad Medal                                                  | 1842              |                       | Oui                     |                        |
|       | Médaille pour la défense de Kelat-I-Ghilzie (en) Medal for the Defence of Kelat-I-Ghilzie     | 1842              | 922 recep.            | Oui                     |                        |
|       | Médaille de la guerre de Chine (en) China War Medal                                           | 1842              |                       | Oui                     |                        |
|       | Médaille de Scinde (en) Scinde Medal (littéralement : médaille du Sindh)                      | 1843              |                       | Oui                     |                        |
|       | Étoile de Gwalior (en) Gwalior Star                                                           | 1843              |                       | Oui                     |                        |
|       | Médaille de Sutlej (en) Sutlej Medal                                                          | 1846              |                       | Non                     |                        |
|       | Médaille du Penjab (en) Punjab Medal                                                          | 1849              |                       | Non                     |                        |
|       | Médaille du l'Afrique du Sud (en) South Africa Medal Medal                                    | 1854              |                       | Non                     |                        |
|       | Médaille général du service en Inde India General Service Medal                               | 1854              |                       | Non                     |                        |
|       | Médaille de la Baltique Baltic Medal                                                          | 1856              |                       | Oui                     |                        |
|       | Médaille de Crimée Crimea Medal                                                               | 1854              |                       | Oui                     |                        |
|       | Médaille de Crimée turque (1856) Turkish Crimea Medal                                         | 1855              |                       | Oui                     |                        |
|       | Médaille de la mutinerie indienne Indian Mutiny Medal                                         | 1858              | 290 000 recep.        | Oui                     |                        |
|       | Médaille de la seconde guerre de Chine Second China War Medal                                 | 1861              |                       | Non                     |                        |
|       | Médailles de la Nouvelle-Zélande New Zealand Medals                                           | 1869              | 4 400 recep.          | Non                     |                        |
|       | Médaille de la guerre d'Abyssinie Abyssinian War Medal                                        | 1869              |                       | Non                     |                        |
|       | Médaille général du service au Canada Canada General Service Medal                            | 1899              | 16 668 recep.         | Oui                     |                        |
|       | Médaille d'Ashantee Ashantee Medal                                                            | 1874              |                       | Oui                     |                        |
|       | Médaille du l'Afrique du Sud South Africa Medal Medal                                         | 1879              |                       | Non                     |                        |
|       | Médaille de l'Afghanistan Afghanistan Medal                                                   | 1881              |                       | Non                     |                        |
|       | Étoile de Kaboul à Kandahar Kabul to Kandahar Star                                            | 1881              |                       | Oui                     |                        |
|       | Médaille général du service au Cap de Bonne Espérance Cape of Good Hope General Service Medal | 1900              |                       | Oui                     |                        |
|       | Médaille de l'Égypte Egypt Medal                                                              | 1882              |                       | Oui                     | Etoile de Khedive      |
|       | Etoile de Khedive Khedive's Star                                                              | 1882              |                       | Oui                     | Médaille de l'Egypte   |

### Première Guerre Mondiale
| Ruban | Nom                                                                           | Année de création | Nombre d'attributions | Admission des étrangers | Distinctions associées |
| ----- | ----------------------------------------------------------------------------- | ----------------- | --------------------- | ----------------------- | ---------------------- |
|       | Étoile de 1914 1914 Star                                                      | 1917              | 378 000 recep.        | Oui                     |                        |
|       | Étoile de 1914-15 1914-15 Star                                                | 1918              | 2 366 000 recep.      | Oui                     |                        |
|       | British War Medal Médaille Britannique de la Guerre                           | 1919              | 6 500 000 recep.      | Oui                     |                        |
|       | Mercantile Marine War Medal Médaille de guerre de la marine marchande         | 1919              | 133 135 recep.        | Oui                     |                        |
|       | Médaille de la victoire Victory Medal                                         | 1919              | 6 334 522 recep.      | Oui                     |                        |
|       | Territorial Force War Medal Médaille de guerre de la force territoriale       | 1919              | 33 944 recep.         | Oui                     |                        |
|       | Naval General Service Medal (1915) Médaille du service naval général (1915)   | 1915              | 69 189 recep.         | Oui                     |                        |
|       | General Service Medal (1918) Médaille du Service Général (1918)               | 1923              |                       | Oui                     |                        |
|       | Médaille général du service en Inde (1936) India General Service Medal (1936) | 1938              |                       | Oui                     |                        |

### Deuxième Guerre Mondiale
| Ruban | Nom                                                           | Année de création | Nombre d'attributions | Admission des étrangers | Distinctions associées                                                                                             |
| ----- | ------------------------------------------------------------- | ----------------- | --------------------- | ----------------------- | --- |
|       | Étoile de 1939-45 1939-45 Star                                | 1945              |                       | Oui                     | Atlantic Star, Air Crew Europe Star, Africa Star, Pacific Star, Burma Star, Italie Star, France and Germany Star   |
|       | Étoile de l'Atlantique Atlantic Star                          | 1945              |                       | Oui                     | 1939-45 Star, Air Crew Europe Star, Africa Star, Pacific Star, Burma Star, Italie Star, France and Germany Star    |
|       | Étoile de la bataille de l'air en Europe Air Crew Europe Star | 1945              |                       | Oui                     | 1939-45 Star, Atlantic Star, Africa Star, Pacific Star, Burma Star, Italie Star, France and Germany Star           |
|       | Étoile de l'Afrique Africa Star                               | 1945              |                       | Oui                     | 1939-45 Star, Atlantic Star, Air Crew Europe Star, Pacific Star, Burma Star, Italie Star, France and Germany Star  |
|       | Étoile du Pacifique Pacific Star                              | 1945              |                       | Oui                     | 1939-45 Star, Atlantic Star, Air Crew Europe Star, Africa Star, Burma Star, Italie Star, France and Germany Star   |
|       | Étoile de la Birmanie Burma Star                              | 1945              |                       | Oui                     | 1939-45 Star, Atlantic Star, Air Crew Europe Star, Africa Star, Pacific Star, Italie Star, France and Germany Star |
|       | Étoile de l'Italie Italie Star                                | 1945              |                       | Oui                     | 1939-45 Star, Atlantic Star, Air Crew Europe Star, Africa Star, Pacific Star, Burma Star, France and Germany Star  |
|       | Étoile de la France et de l'Allemagne France and Germany Star | 1945              |                       | Oui                     | 1939-45 Star, Atlantic Star, Air Crew Europe Star, Africa Star, Pacific Star, Burma Star, Italie Star              |
|       | Defence Medal 1939-45 Médaille de la défense                  | 1945              |                       | Oui                     | |
|       | Médaille de la guerre de 1939-45 War Medal 1939-45            | 1945              |                       | Oui                     | |

### Campagnes duXXesiècle
| Ruban | Nom                                                                              | Année de création | Nombre d'attributions | Admission des étrangers | Distinctions associées     |
| ----- | -------------------------------------------------------------------------------- | ----------------- | --------------------- | ----------------------- | -------------------------- |
|       | Médaille de Corée Korea Medal                                                    | 1951              |                       | Oui                     | United Nations Korea Medal |
|       | Médaille du service général General Service Medal (1962)                         | 1964              |                       | Non                     |                            |
|       | Médaille de Rhodésie Rhodesia Medal                                              | 1980              | 144 recep.            | Non                     |                            |
|       | Médaille de l'Atlantique sud South Atlantic Medal                                | 1982              | 29 700 recep.         | Non                     |                            |
|       | Médaille du Golfe Gulf Medal                                                     | 1992              | 59 687 recep.         | Non                     |                            |
|       | Médaille de services pour plusieurs campagnes Accumulated Campaign Service Medal | 1994              |                       | Non                     |                            |

### Campagnes duXXIesiècle
| Ruban | Nom | Année de création | Nombre d'attributions | Admission des étrangers | Distinctions associées |
| ----- | --- | ----------------- | --------------------- | ----------------------- | ---------------------- |
|       | Médaille de service opérationnel pour la Sierra Leone Operational Service Medal for Sierra Leone                                         | 2002              |                       | Oui                     |                        |
|       | Médaille de service opérationnel pour l'Afghanistan Operational Service Medal for Afghanistan                                            | 2003              |                       | Oui                     |                        |
|       | Médaille de service opérationnel pour la République démocratique du Congo Operational Service Medal for the Democratic Republic of Congo | 2005              |                       | Oui                     |                        |
|       | Médaille de l'Iraq Iraq Medal | 2004              |                       | Oui                     |                        |
|       | Médaille du service de reconstruction en Iraq Iraq Reconstruction Service Medal                                                          | 2007              |                       | Oui                     |                        |